# Edwin Kemble
Edwin Crawford Kemble  (* 28. Januar 1889 in Delaware (Ohio); † 12. März 1984) war ein US-amerikanischer Physiker.

## Leben
Kemble studierte Physik ab 1906 an der Ohio Wesleyan University und an der Case School of Applied Science bei Dayton C. Miller (Bachelorabschluss 1911). Danach war er Instructor am Carnegie Institute of Technology, bevor er sein Promotionsstudium an der Harvard University bei Percy Williams Bridgman begann (Promotion 1917, Studies in the Application of the Quantum Hypothesis to the Kinetic Theory of Gases and to the Theory of their Infrared Absorption Bands). Im Ersten Weltkrieg arbeitete er kurz in der Entwicklungsabteilung einer Flugzeugmotorenfabrik, war danach am Williams College, bevor er 1919 einer Einladung von Bridgeman als Instructor nach Harvard folgte, der dort eine Abteilung für theoretische Physik mit Schwerpunkt in der neu von Niels Bohr und anderen begründeten Atomtheorie gründen wollte. 1922 wurde Kemble in die American Academy of Arts and Sciences gewählt, 1931 in die National Academy of Sciences. Ab 1924 war er Assistant Professor, 1927 Associate Professor und 1930 bis zu seiner Emeritierung 1957 Professor in Harvard. 1927 bis 1928 war er als Guggenheim-Stipendiat bei Max Born in Göttingen und Arnold Sommerfeld in München. Im Zweiten Weltkrieg arbeitete er für die US Navy an der akustischen Entdeckung von Seeminen und war am Ende des Krieges an der Alsos-Mission beteiligt.
Kemble befasste sich mit der Quantentheorie der Molekülspektren. Als Lehrer trug er wesentlich zur frühen Verbreitung der Quantenmechanik in den USA bei, worüber er mit E. Hill 1929/30 zwei Artikel in den Reviews of Modern Physics schrieb.
Zu seinen Doktoranden gehörte John H. van Vleck. Post-Doktoranden bei ihm in Harvard waren unter anderem Robert Oppenheimer, John C. Slater, Robert Mulliken und Eugene Feenberg.
1945 bis 1948 stand er der Physik-Abteilung der National Academy of Sciences vor.
Er befasste sich auch mit Physik-Geschichte, zuerst kurz nach dem Zweiten Weltkrieg in Vorlesungsreihen über Physikgeschichte für Studenten im allgemeinen Curriculum.
1970 wurde er mit der Oersted Medal ausgezeichnet.

## Schriften
- mit anderen: Molecular spectra in gases, Washington D. C., National Research Council 1927
- mit E. L. Hill General principles of quantum mechanics, Reviews of modern physics, Bd. 1, 1929, S. 157–215, Bd. 2, 1930, S. 1–59
- Physical Science - its structure and development, MIT Press, 2 Bände, 1966, 1970
- The fundamental principles of quantum mechanics with elementary applications, McGraw Hill 1937, Dover 1958, 2005